# 隼人町
隼人町（はやとちょう）は、鹿児島県の中央部にあった町である。2005年11月7日に国分市・溝辺町などを含む6市町と合併し、霧島市隼人町となった。町名の由来は「隼人塚」にちなむ。
鹿児島神宮の初午祭、日当山温泉や妙見温泉などの温泉で知られ、近年は明治36年の開業当時の姿を残す嘉例川駅が注目を浴びている。
東に位置する国分市とは実質的に生活圏が一体化しており、隼人国分（国分隼人）地域は鹿児島県有数の都市であるといわれる。この地域は鹿児島空港や九州自動車道など交通に便利な点を生かした工業も盛んで、国分隼人テクノポリスにも指定されていたなど活気のある地域である。

## 地理
- 河川：天降川
- 島嶼：神造島

## 歴史

### 沿革
- 明治22年（1889年）4月1日 - 町村制施行に伴い、西囎唹郡に西国分村（真孝村・住吉村・浜之市町・野久美田村・小浜村・小田村・内山田村・見次村・内村が合併）及び清水村（弟子丸村・川原村・姫城村・郡田村・山之路村が合併）が、桑原郡に西襲山村（西光寺村・東郷村・嘉例川村・朝日村が合併）が成立する。
- 明治30年（1897年）4月1日 - 西囎唹郡と桑原郡が姶良郡へ統合される[1]。
- 昭和4年（1929年）10月10日 - 西国分村が町制を施行し、隼人町に改称する。
- 昭和9年（1930年）1月1日 - 西襲山村が日当山村に改称する。
- 昭和23年（1948年）11月1日 - 隼人町が日当山村の一部（大字朝日）を編入。
- 昭和28年（1953年）5月3日 - 日当山村が町制を施行し、日当山町となる。
- 昭和29年（1954年）4月1日 - 隼人町、日当山町及び清水村大字姫城の一部が新設合併し、隼人日当山町となる。（清水村の残部は他町村と合併して国分町を新設）
- 昭和32年（1957年）4月1日 - 隼人日当山町が隼人町と改称。
- 平成17年（2005年）11月7日 - 国分市, 溝辺町, 横川町, 牧園町, 霧島町, 福山町と合併して霧島市となる。

### 主な出来事
- 1935年（昭和10年）11月10日 - 県内で陸軍特別大演習が実施。町内に隼人野外統監部が設けられ、昭和天皇が行幸[2]。

## 行政
- 町長：津田和操（1997年から）

## 教育

### 大学
- 志學館大学

### 高等専門学校

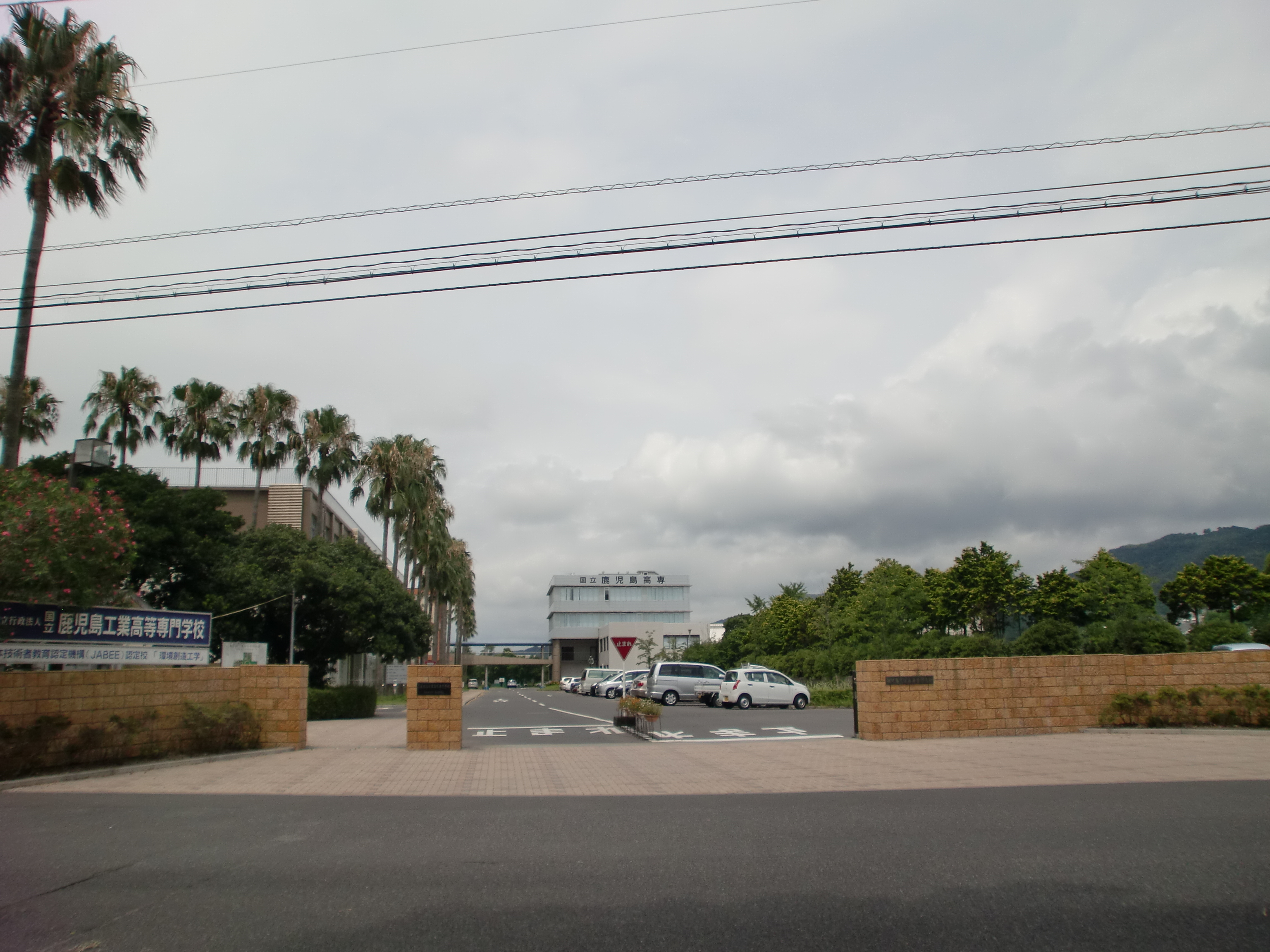
国立鹿児島工業高等専門学校

### 高等学校

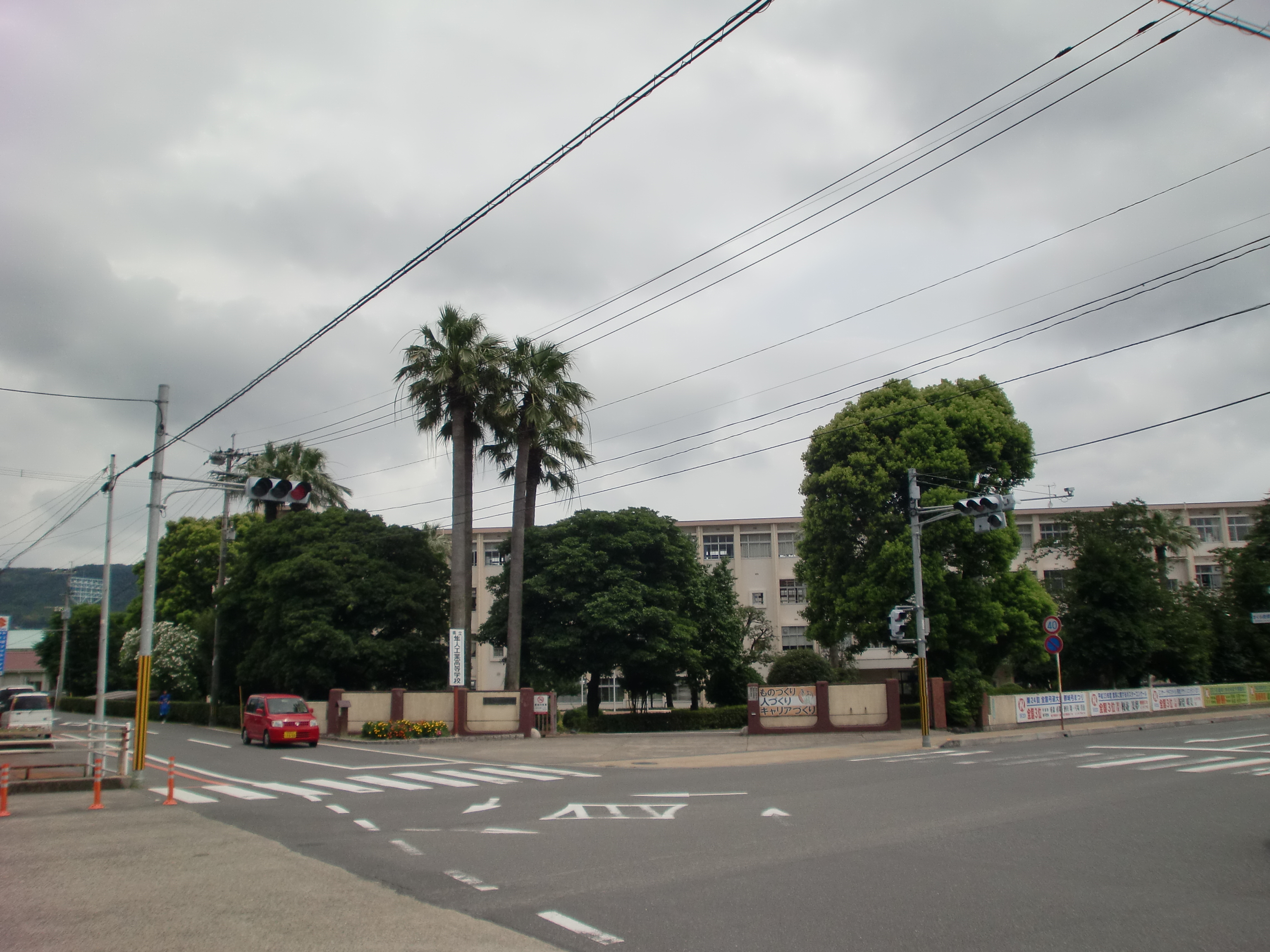
鹿児島県立隼人工業高等学校

### 中学校

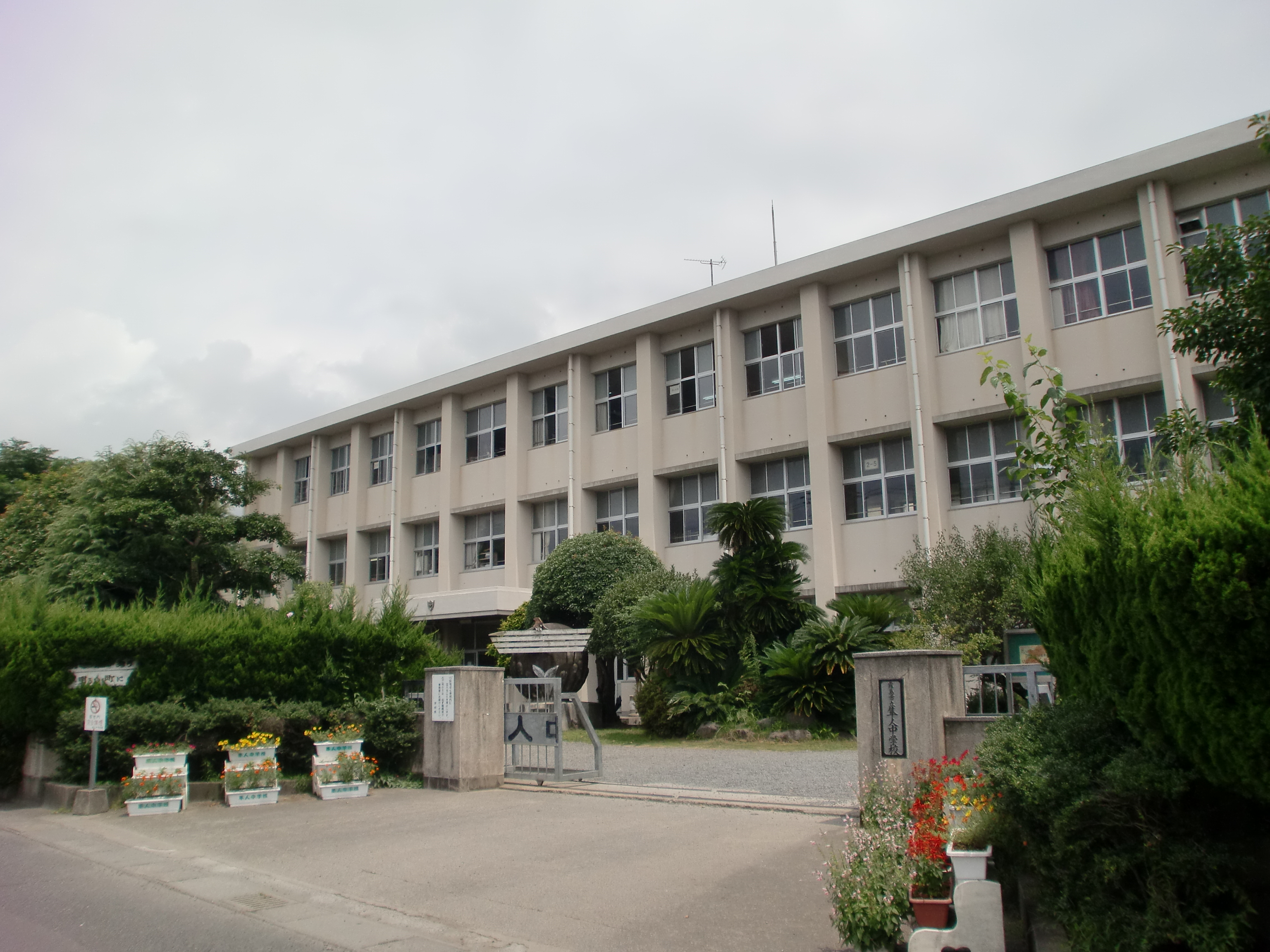
隼人町立隼人中学校
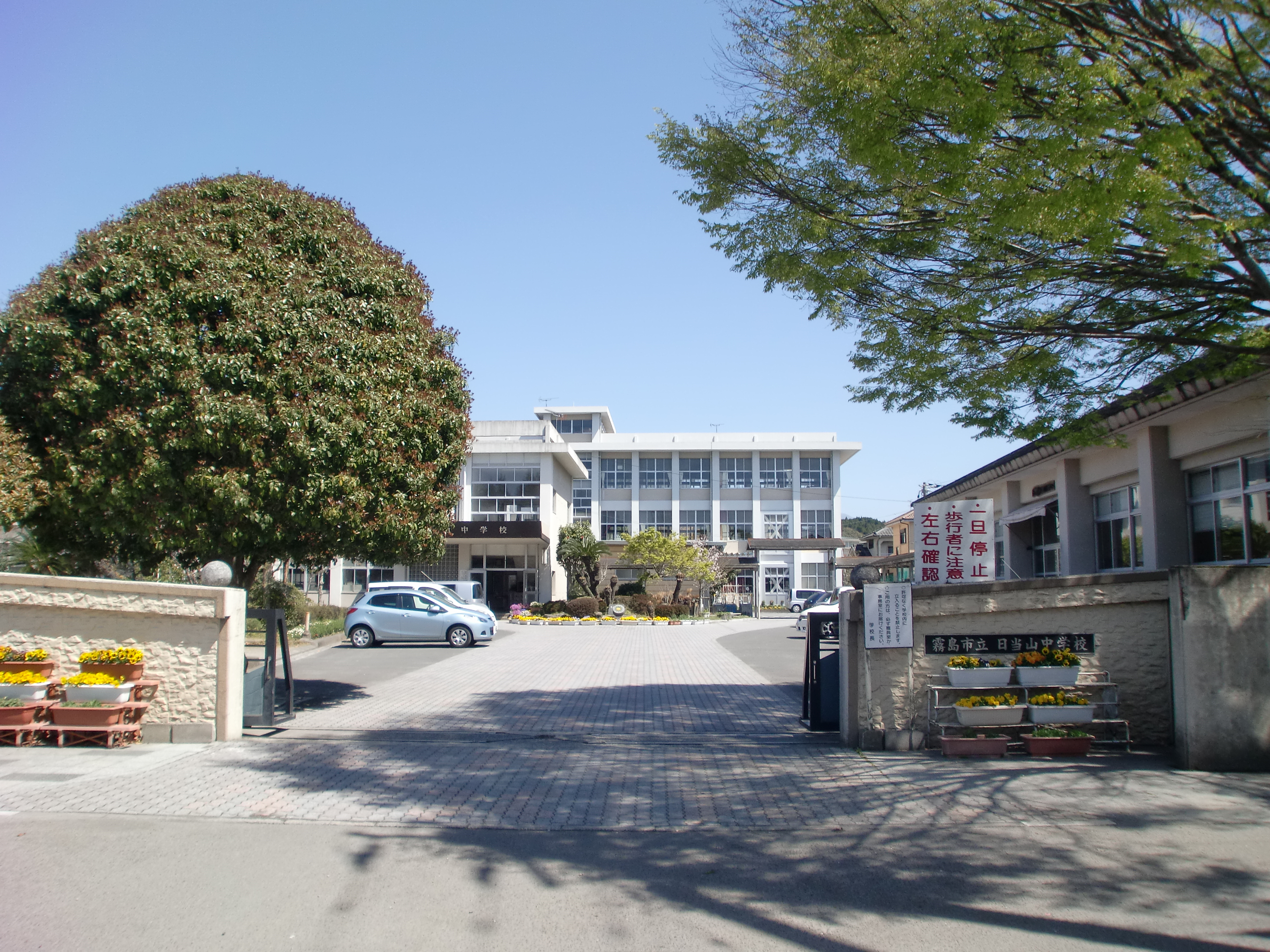
隼人町立日当山中学校

### 小学校

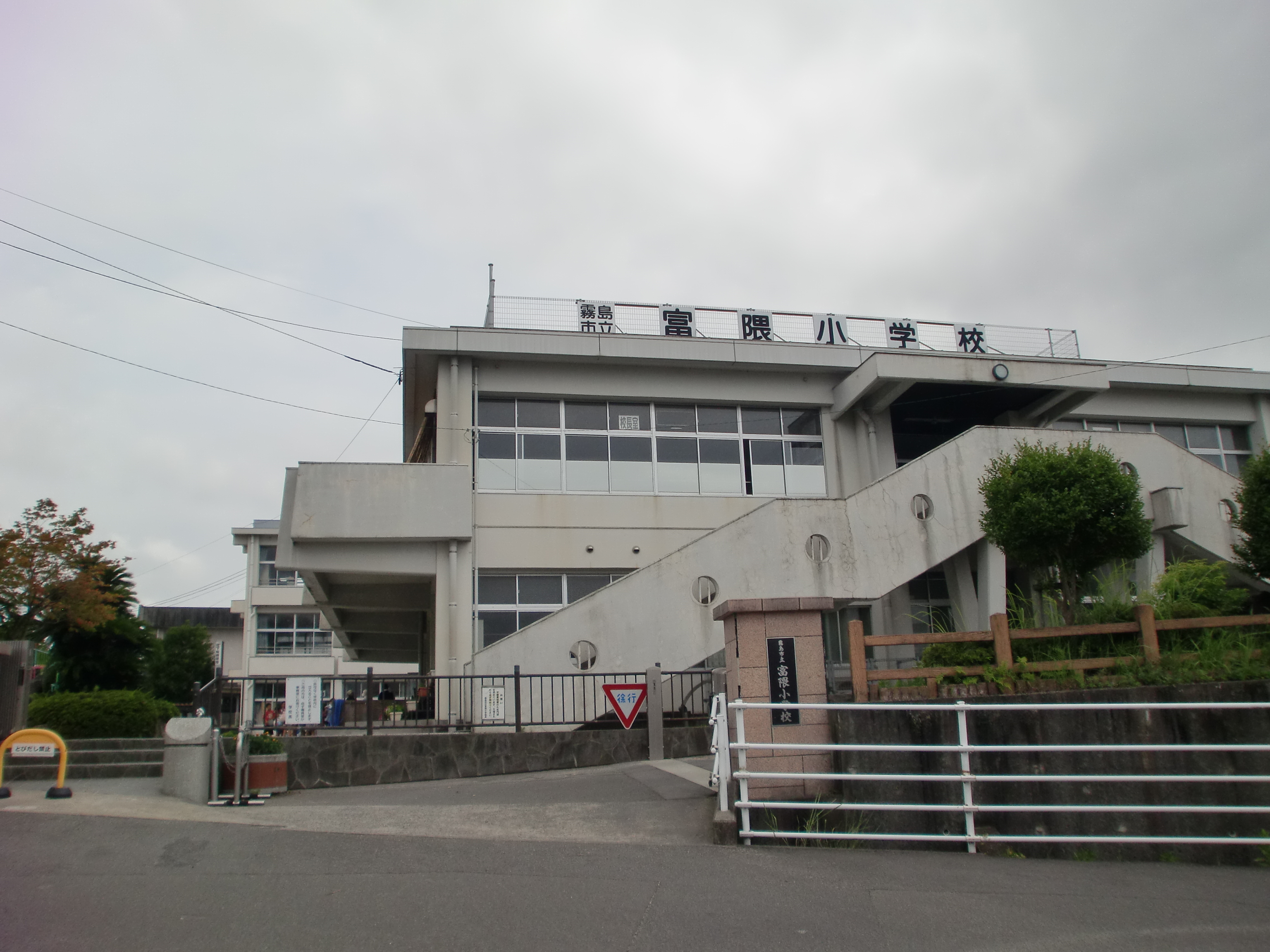
隼人町立富隈小学校
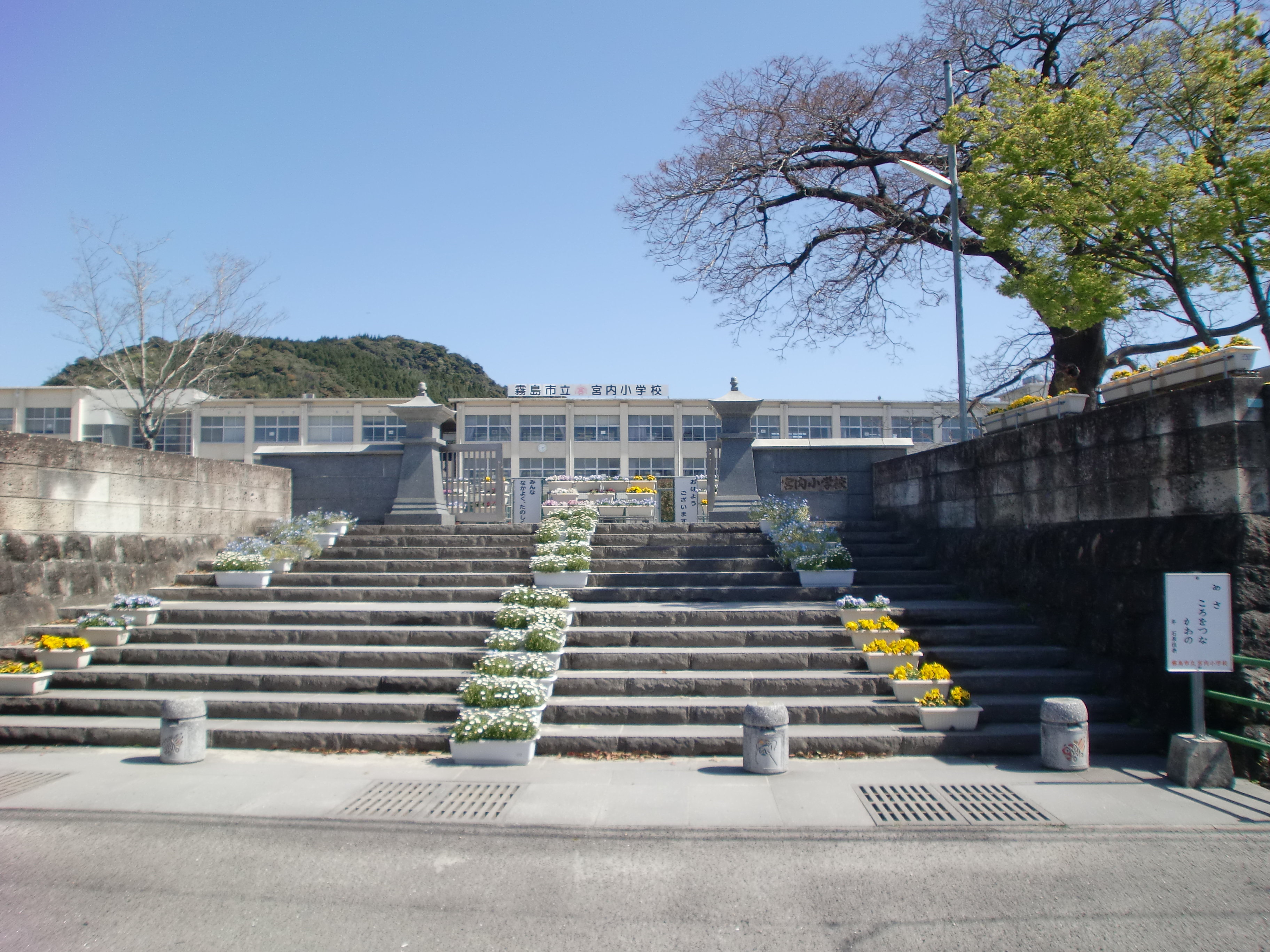
隼人町立宮内小学校
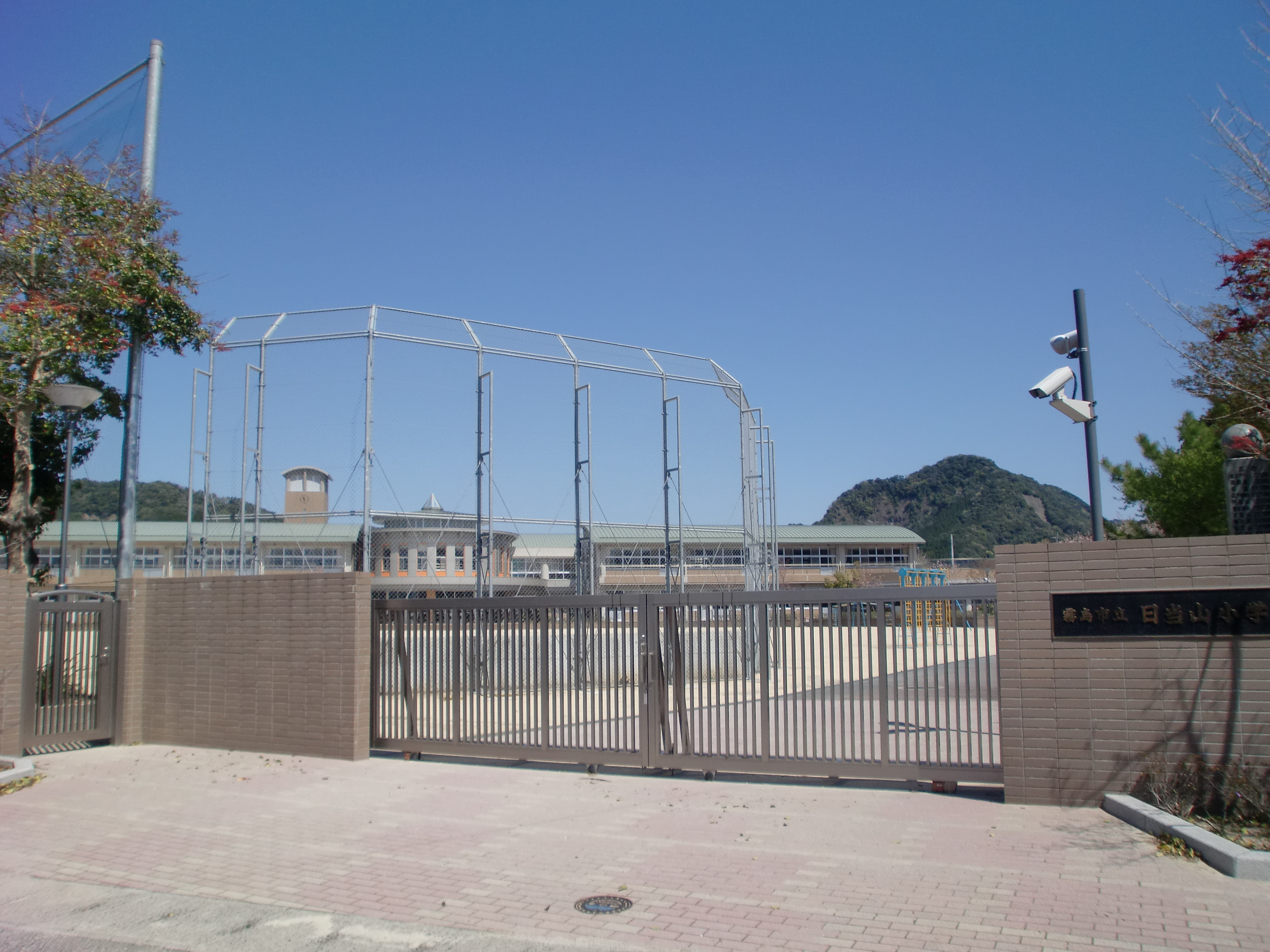
隼人町立日当山小学校
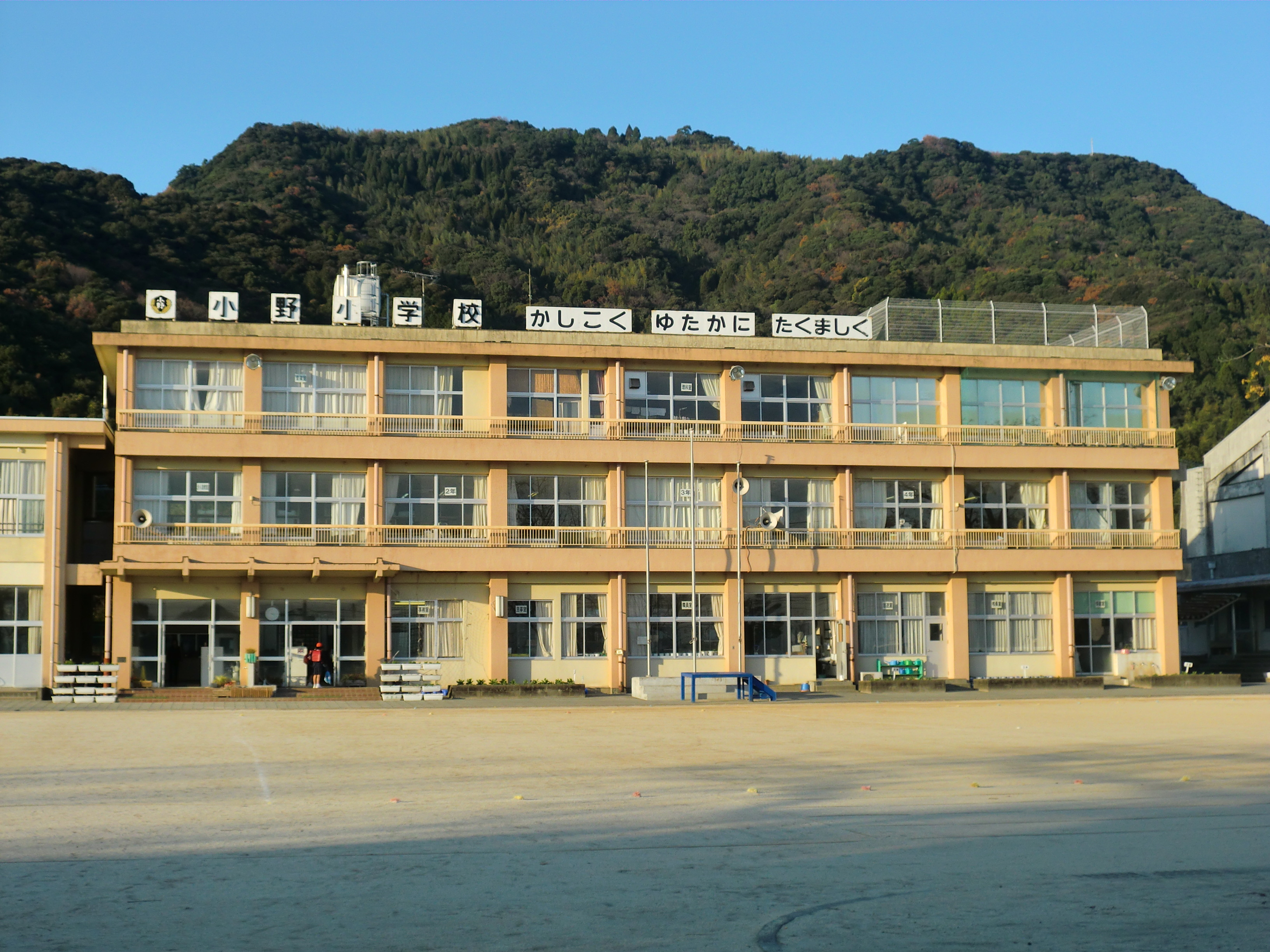
隼人町立小野小学校
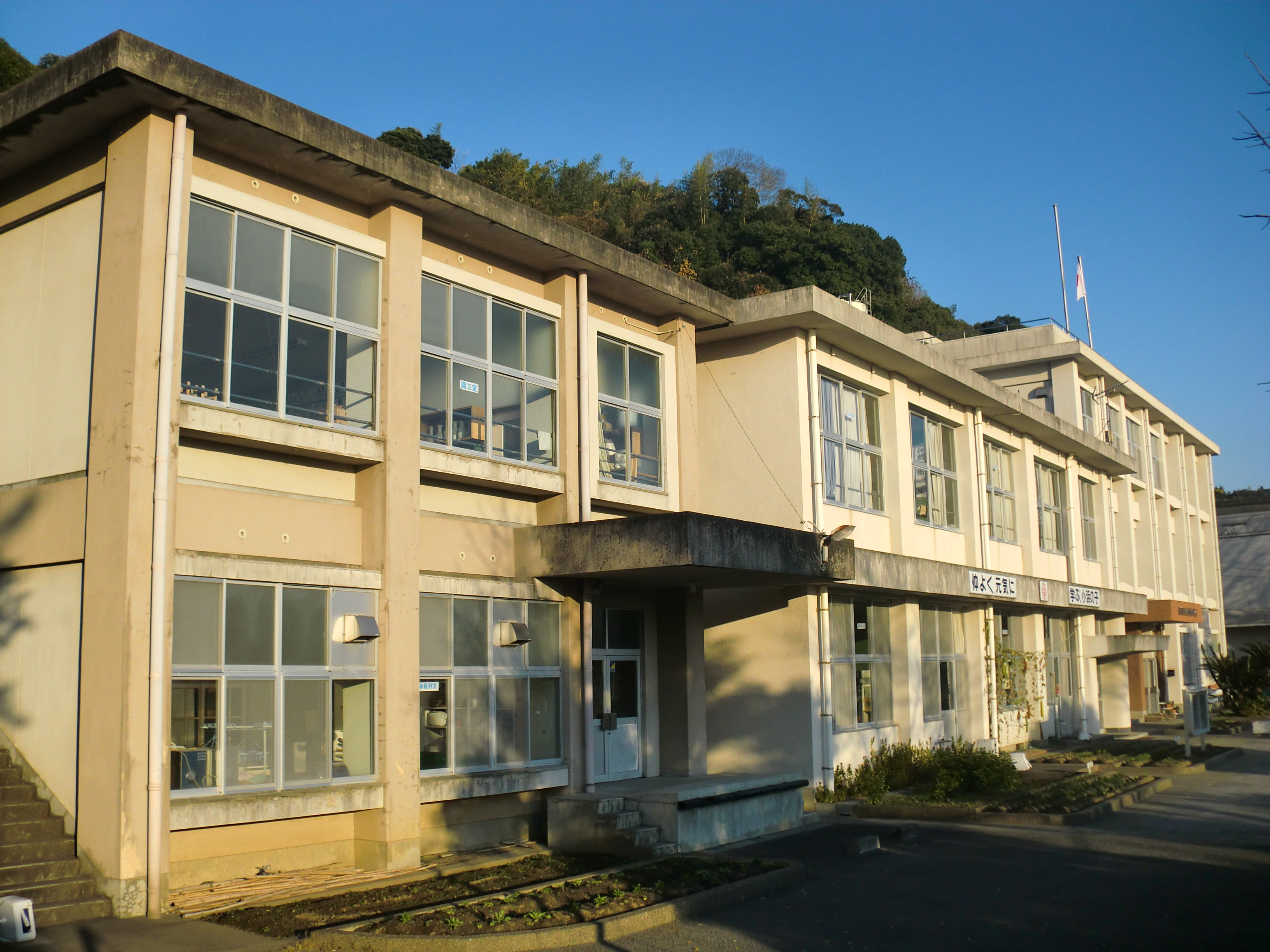
隼人町立小浜小学校
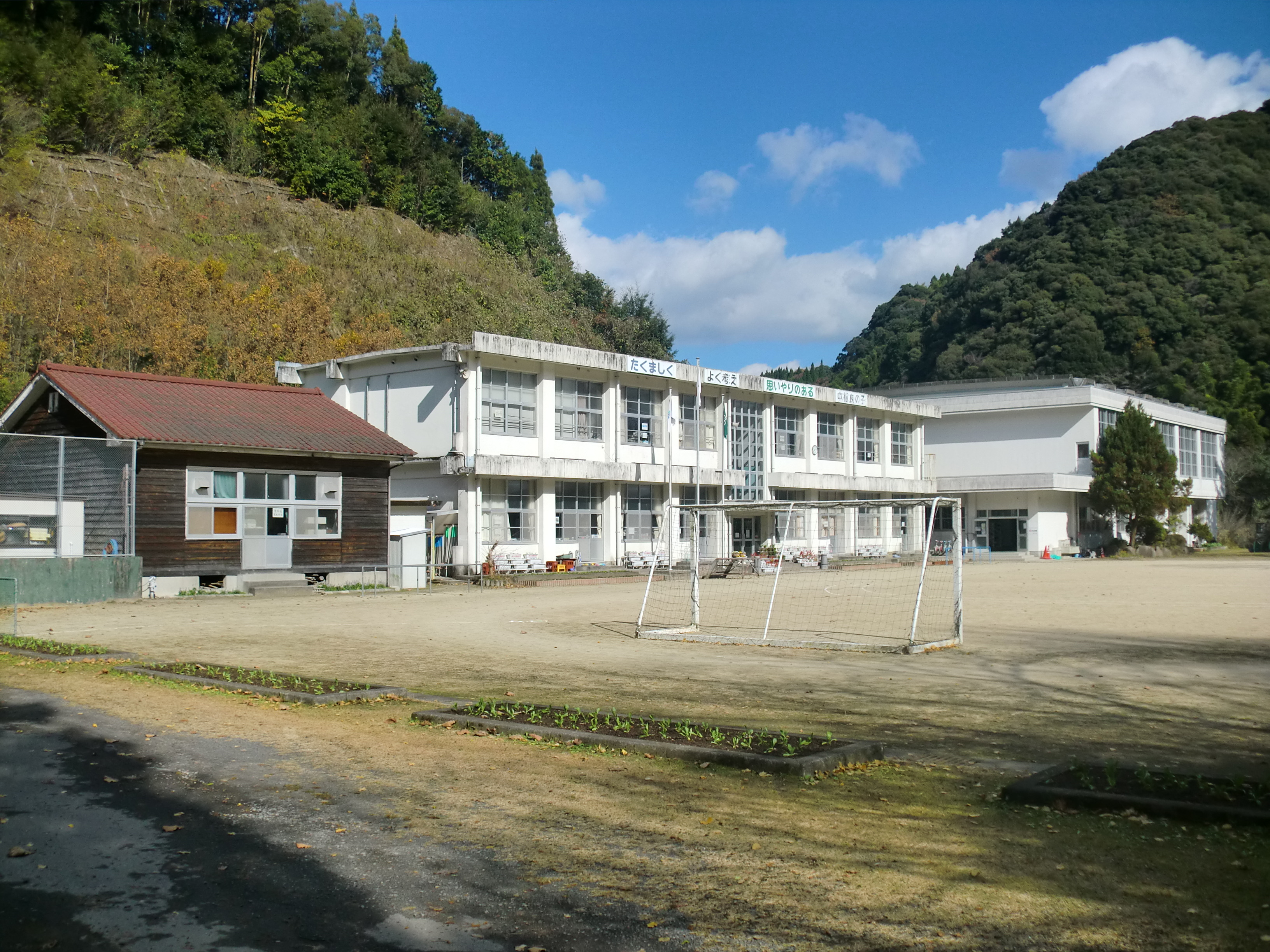
隼人町立中福良小学校

### 幼児教育
- 隼人町立富隈幼稚園
- 隼人町立隼人保育所

## 交通

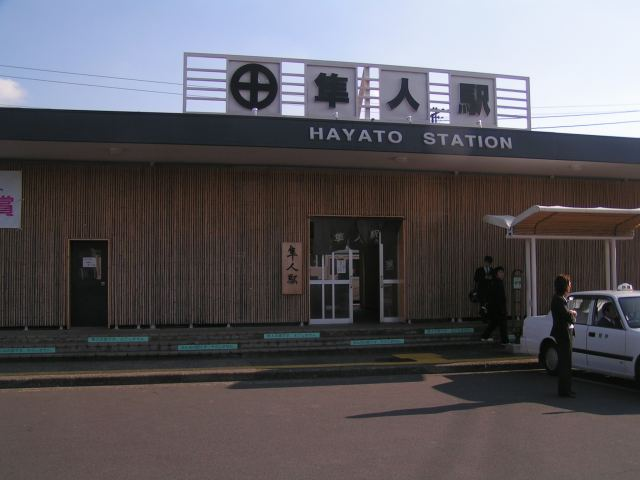
隼人駅

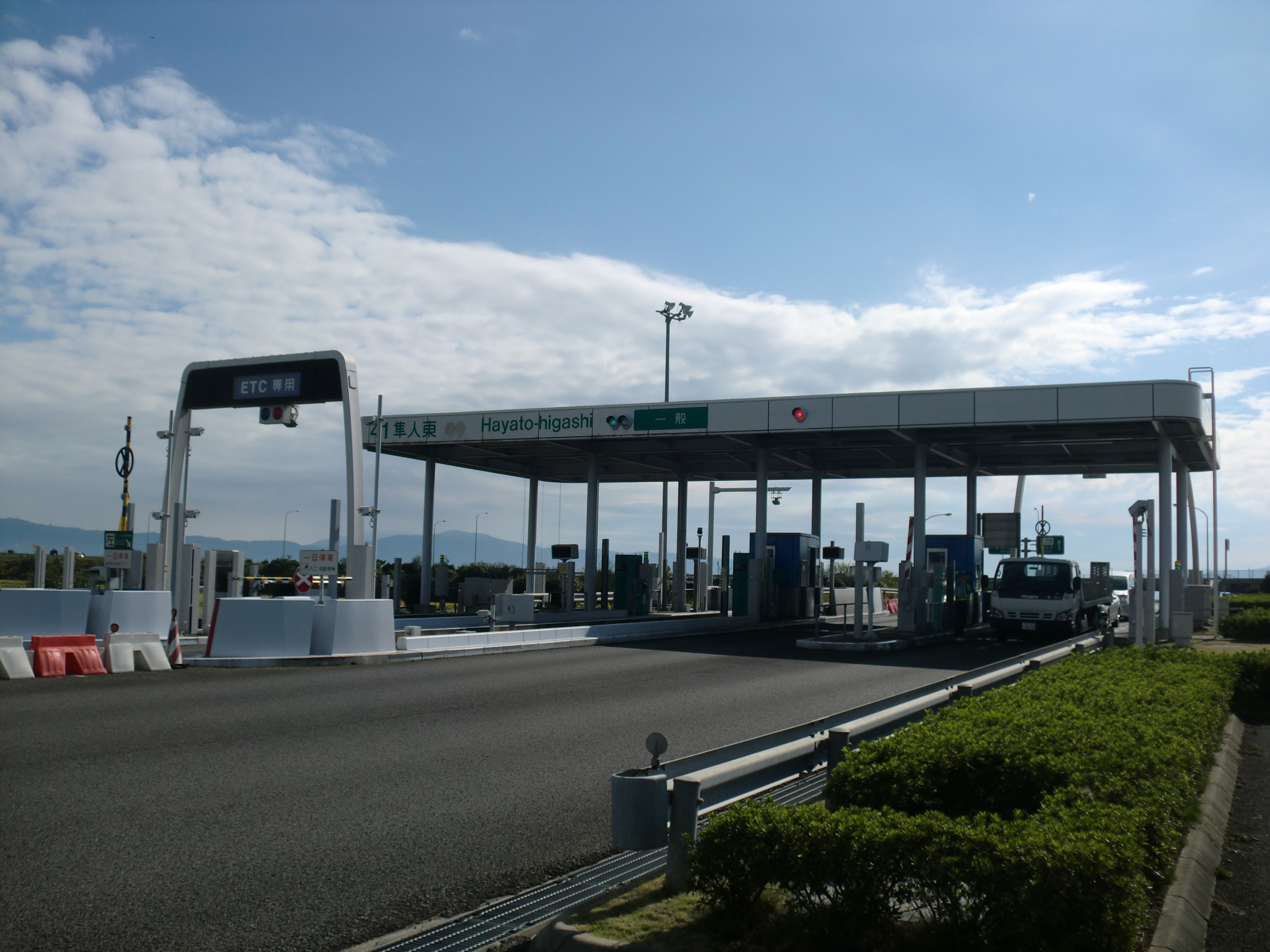
隼人東インターチェンジ

### 空港
- 鹿児島空港(ただし、ターミナルと滑走路の大半は溝辺町)

### 鉄道路線
- 町役場への最寄駅 : 隼人駅 (日豊本線・肥薩線)
- その他の駅 : 日当山駅・表木山駅・中福良駅・嘉例川駅（肥薩線）

### 道路
- 高速道路
  - インターチェンジ
    - 東九州自動車道・隼人道路 隼人東インターチェンジ
    - 隼人道路 隼人西インターチェンジ
- 一般国道
  - 国道10号・国道223号
- 県道
  - 主要地方道:2号都城隼人線
  - 一般県道:471号北永野田小浜線・472号日当山敷根線・473号崎森隼人線・475号豊後迫隼人線・477号隼人溝辺線

## 名所・旧跡・観光スポット・祭事・催事
- 鹿児島神宮

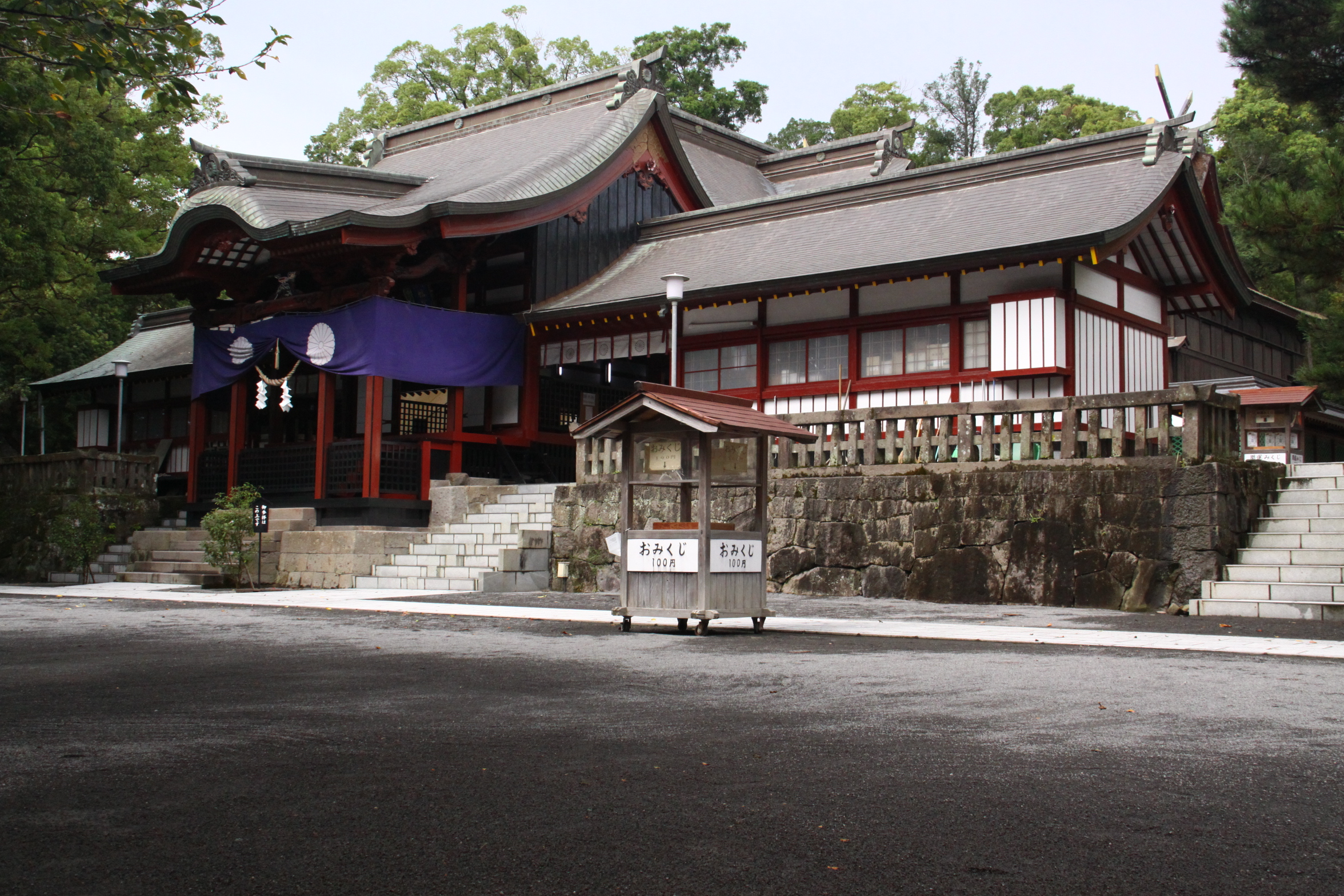
鹿児島神宮

  - 初午祭（旧暦1月18日を過ぎた最初の日曜日）
- 熊襲の穴（別名、一名嬢着の穴）
- 隼人塚
- 日当山温泉
- 嘉例川駅
- 富隈城

## 隼人町出身の人物
太字は故人。
- 西ノ海嘉治郎 (3代) - 第30代横綱
- 源氏山祐蔵 - 大相撲力士（没年未詳）
- 森昭 - 教育学者
- 松山吉三郎 - 競馬騎手、調教師
- 野村哲郎 - 政治家（参議院議員）
- 谷隼人 - 俳優、タレント
- 上脇博之 - 法学者
- 外山恒一 - 政治活動家
- 鶴ノ富士智万 - 大相撲力士
- 山内智裕 - プロサッカー選手